# Naturreservat

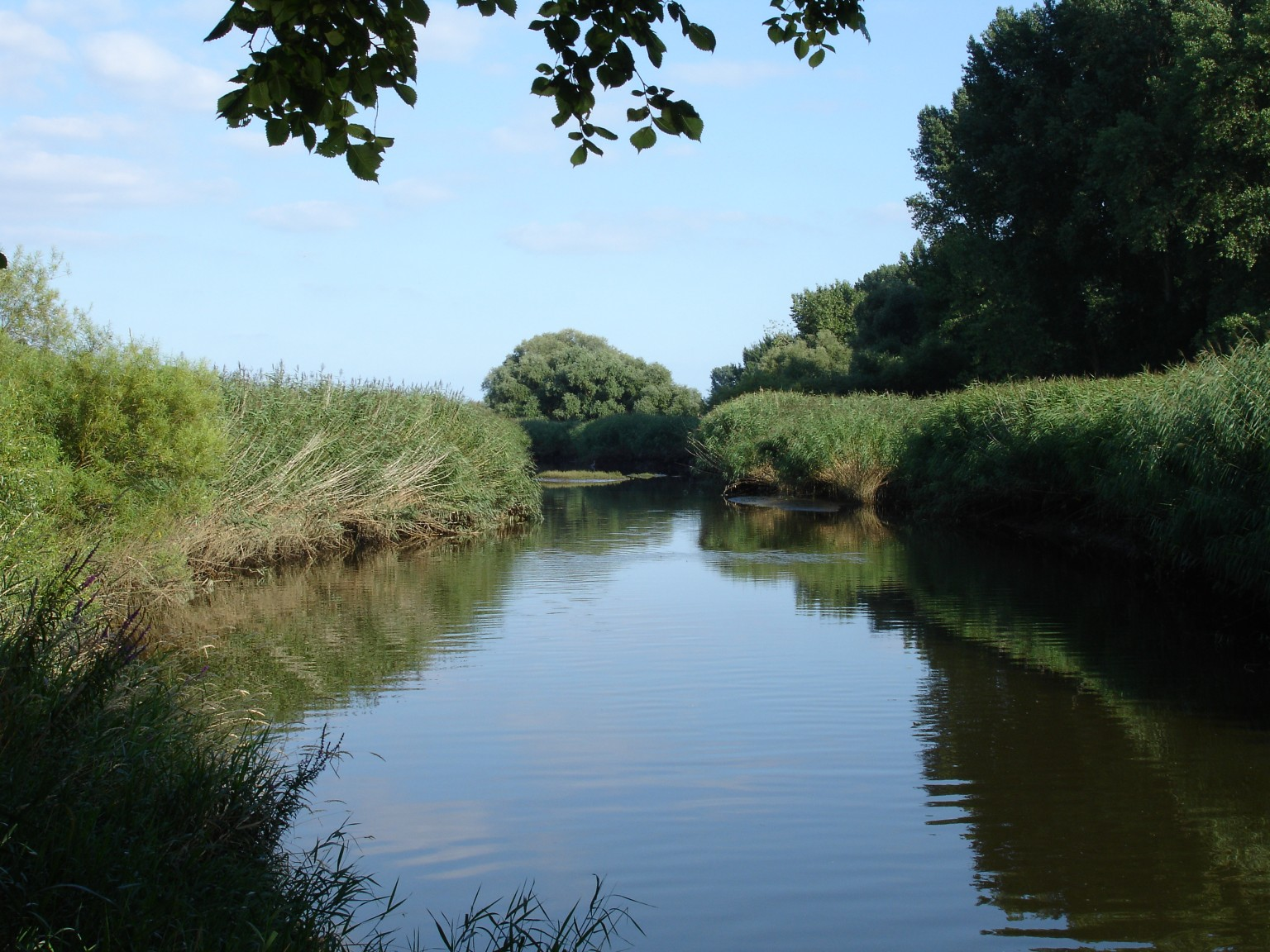
Heuckenlock är ett tre kilometer långt naturreservat längs med floden Elbe i Tyskland.

Naturreservat är naturområden som skyddats av myndigheter eller markägare för att långsiktigt bevara natur som av något skäl anses värdefull. Det kan vara ett område som är betydelsefullt för friluftslivet, floran, faunan, fungan eller är av intresse ur geologiska eller naturmiljömässiga perspektiv. Begreppets innebörd varierar mellan olika länder.
De moderna naturreservatens ursprung går tillbaka till medeltiden, då markägare satte av områden som viltreservat för att skydda de djur de själva jagade. Först på 1800-talet uppstod tanken att avsätta reservat för att skydda djuren från att dö ut.

## Naturreservat i världen
Det finns mer än 100 000 skyddade områden i världen som täcker cirka 11,5 procent av jordens landyta och 0,5 procent av haven. Runtom i världen kan naturreservat bildas av regeringar (till exempel i Storbritannien) eller av privata markägare (inklusive intresseorganisationer och forskningsinstitut), både nationella och internationella. International Union for Conservation of Nature kategoriserar strikta naturreservat som "Ia". Det äldsta naturreservatet torde vara ett skyddat naturområde på Sri Lanka omkring 200 f.Kr.[källa behövs]

## Naturreservat i England
I England bildas naturreservat av regeringen. I mars 2004 fanns det 215 nationella naturreservat (NNR) utspridda från Lindisfarne i Northumberland i norr till The Lizard i Cornwall i sydväst.

## Naturreservat i Sverige
| Län             | Antal | Totalt (ha) | Land (ha) |
| --------------- | ----- | ----------- | --------- |
| Blekinge        | 114   | 23 719      | 9 881     |
| Dalarna         | 353   | 239 109     | 231 567   |
| Gotland         | 146   | 74 334      | 14 336    |
| Gävleborg       | 218   | 45 641      | 31 244    |
| Halland         | 188   | 25 942      | 15 849    |
| Jämtland        | 207   | 578 395     | 544 662   |
| Jönköping       | 155   | 19 451      | 17 271    |
| Kalmar          | 197   | 50 902      | 26 239    |
| Kronoberg       | 133   | 26 201      | 18 881    |
| Norrbotten      | 415   | 1 981 401   | 1 821 658 |
| Skåne           | 329   | 92 216      | 31 354    |
| Stockholm       | 342   | 135 043     | 56 332    |
| Södermanland    | 164   | 48 938      | 16 591    |
| Uppsala         | 176   | 101 415     | 31 843    |
| Värmland        | 203   | 104 529     | 52 042    |
| Västerbotten    | 380   | 986 526     | 869 651   |
| Västernorrland  | 212   | 39 672      | 31 388    |
| Västmanland     | 118   | 32 266      | 21 478    |
| Västra Götaland | 502   | 146 578     | 78 191    |
| Örebro          | 274   | 34 283      | 29 651    |
| Östergötland    | 285   | 63 495      | 24 145    |
| Hela Sverige    | 5 111 | 4 850 271   | 3 974 299 |

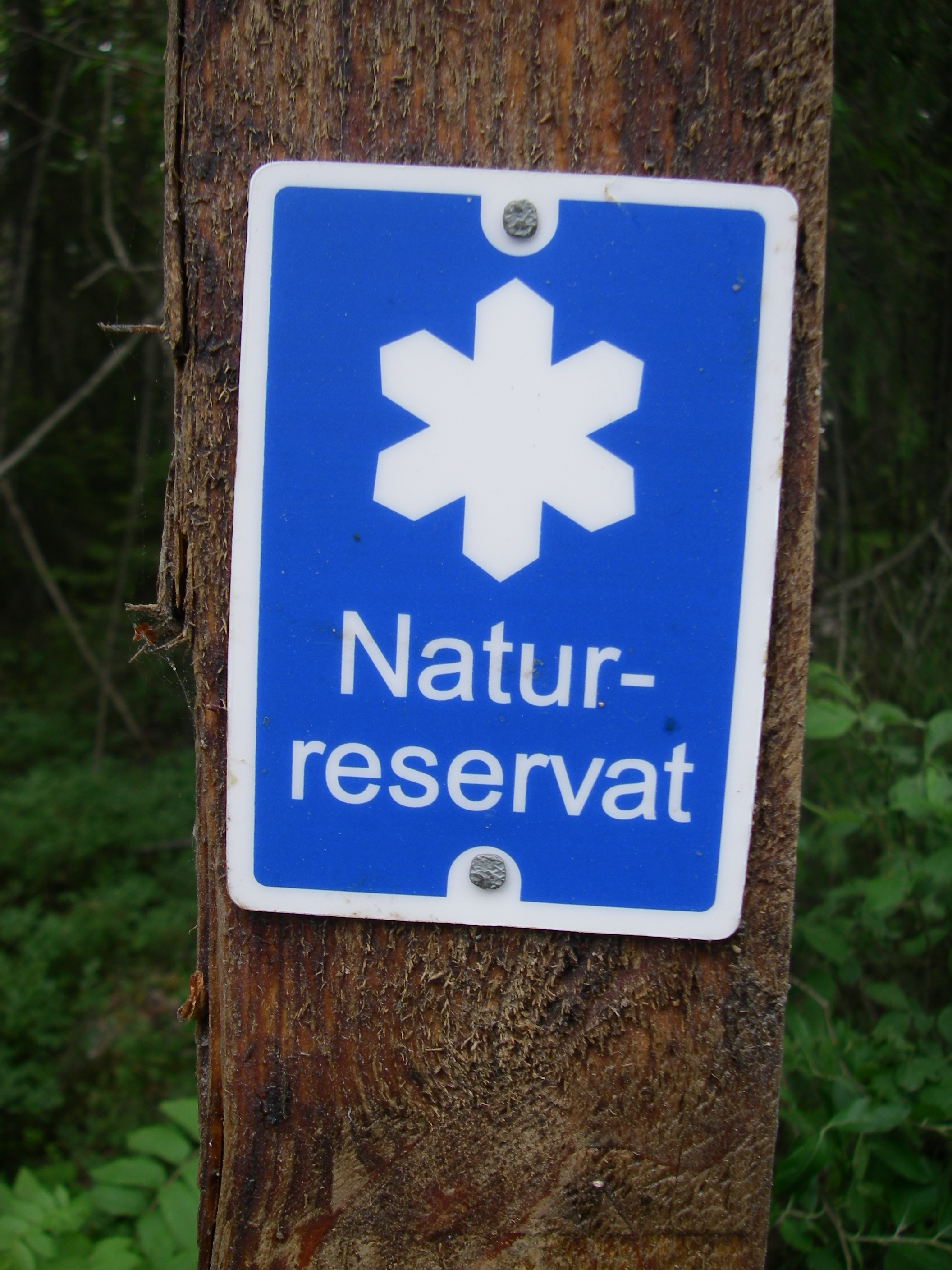
Gränsmarkering för naturreservat i Sverige.

Vid årsskiftet 2019/2020 fanns det 5 111 naturreservat i Sverige. Naturreservaten utgör den största andelen skyddad natur i Sverige.
Cirka 75 procent av arealen utgörs av naturreservat i fjällvärlden. Fjällhedar, fjällbjörkskogar och barrskogar dominerar dessa reservatsarealer. Nära 85 procent av landytan i naturreservaten ligger i Jämtlands, Västerbottens och Norrbottens län. Där ligger merparten av reservaten i fjällområdet eller i det fjällnära området. Nedanför gränsen för fjällnära skog är de vanligaste naturtyperna hav 37 procent, sjöar och vattendrag 13 procent, blandskog 11 procent, tallskog 9 procent, myr 8 procent och granskog 6 procent. Dessa naturreservat motsvarar tillsammans Skånes yta; tillsammans med de fjällnära områden utgör de 9 procent av Sveriges yta, det vill säga under världssnittet. Cirka 85 procent av all yta som skyddas genom miljöbalken i Sverige är naturreservat; de övriga är nationalparker, djurskyddsområden, växtskyddsområden och biotopskyddsområden. De områden som instiftades som naturvårdsområden har sedan 1 januari 1999 benämnts naturreservat och skall betraktats som sådana.
Det är en vanlig myt att naturreservat får stå helt orörda. För det mesta sker det i urskogsmiljöer men det är inte alltid fallet – om stigarna behöver röjas förekommer till exempel borttagande av kullfallna träd. Många miljöer är ett resultat av samspel mellan kultur och natur och skötseln bestäms av den målsättning man har för reservatet. Några exempel på sådan skötsel är bete, slåtter, selektiv avverkning och naturvårdsbränning.

### Bildandet av naturreservat
I Sverige har naturreservat bildats alltsedan tillkomsten av naturvårdslagen 1964. Numera finns motsvarande regler i miljöbalken i stället.
I regel är det länsstyrelsen i respektive län som är den avgörande myndigheten, men nu kan även kommunerna själva bilda reservat. Den som bildar ett naturreservat står som högsta förvaltare, men kan delegera uppgifter till entreprenörer. På länsstyrelsens uppdrag ansvarar en tillsynsman att efterlevnaden sker av reservatets föreskrifter.
Enligt miljöbalken finns fem giltiga skäl att bilda naturreservat:
- bevara den biologiska mångfalden
- vårda och bevara värdefulla naturmiljöer
- sörja för människans behov av friluftsliv
- skydda, återställa eller nyskapa värdefulla naturmiljöer
- skydda, återställa eller nyskapa livsmiljöer för skyddsvärda arter[7]

Bildandeprocessen inleds med att länsstyrelsen inventerar de aktuella områdena och i samråd med Naturvårdsverket bestämmer vilka som ska klassas som extra skyddsvärda. Därefter kontaktas markägarna som informeras om områdets naturvärde. Länsstyrelsen och markägaren tar sedan fram en plan för reservatet innehållande dess syfte, föreskrifter och framtida skötsel. En oberoende konsult som värderar området anlitas av länsstyrelsen och därefter förhandlar staten med markägarna om ekonomisk ersättning för intrånget på ägarens mark eller eventuellt köp av denna. När förhandlingarna är avslutade skrivs ett avtal mellan staten och markägaren. Medan förhandlingarna pågår är länsstyrelsens förslag på remiss hos olika myndigheter och organisationer. Efter att hela processen avslutats fattar länsstyrelsen det formella beslutet och när det vunnit laga kraft markeras gränserna för reservatet.

### Inskränkningar

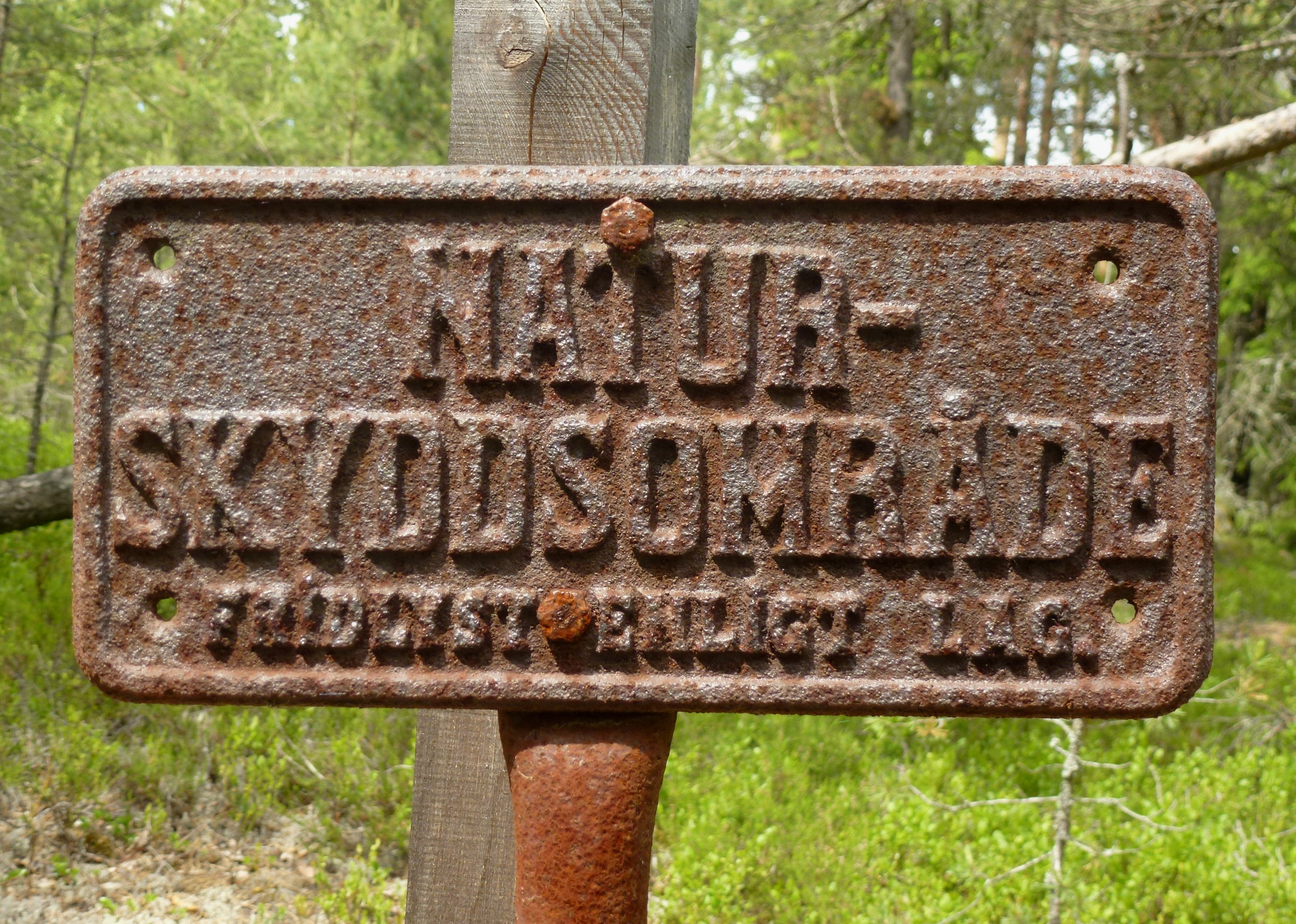
Äldre skylt från 1940-talet vid Pålamalms naturreservat i Botkyrka kommun.

Då ett naturreservat bildas så ska skälen för beslutet anges, liksom alla de inskränkningar som kan förekomma i rätten att använda mark- och vattenområden, där vissa ingrepp måste uteslutas för att reservatet ska uppnå sitt syfte. Sådana förändringar kan vara förbud mot bebyggelse, uppförande av stängsel, upplag, schaktning, täkt, uppodling, dikning, plantering, avverkning, jakt, fiske och användning av bekämpningsmedel. En inskränkning får även innebära att tillträde till området förbjuds under hela eller delar av året. Om det behövs för att tillgodose naturreservatet får länsstyrelsen eller kommunen förpliktiga ägare och innehavare av särskild rätt till fastighet, att tåla sådana intrång som att det inom området:
- anläggs vägar, parkeringsplatser, vandringsleder, raststugor, tältplatser, badplatser, sanitära inrättningar eller liknande anordningar,
- bereds tillträde till mark för allmänheten där allmänheten annars inte har rätt att vistas,
- utförs gallring, röjning, slåtter, plantering, betesdrift, avspärrning eller liknande åtgärder, eller
- genomförs undersökningar av djur- och växtarter samt av mark- och vattenförhållanden.[10]